# Victor Vercouillie
Victor Vercouillie (Cortrique, 3 de noviembre de 2002) es un deportista belga que compite en ciclismo en la modalidad de ruta. Ganó una medalla de bronce en el Campeonato Europeo de Ciclismo en Ruta de 2024, en la prueba de contrarreloj por relevos mixtos.

## Medallero internacional
| Campeonato Europeo | Campeonato Europeo | Campeonato Europeo | Campeonato Europeo              |
| Año                | Lugar              | Medalla            | Competición                     |
| ------------------ | ------------------ | ------------------ | ------------------------------- |
| 2024               | Limburgo (Bélgica) | Medalla de bronce  | Contrarreloj por relevos mixtos |